# KDOM
KDOM是一個用於處理KHTML核心瀏覽器的DOM渲染的KPart模塊。KSVG2即是建立在KDOM之上，並與KDE 4發布。
由於KSVG，KDOM成為蘋果公司的WebKit框架的一個實驗組成部分。

## 外部連結
- KDE Source Repository[永久] for KDOM
- Apple to Adopt KDE4's KDOM and KSVG2?（页面存档备份，存于） from Slashdot